# 宇文福
宇文 福（うぶん ふく、生没年不詳）は、北魏の軍人。本貫は代郡。河南郡洛陽県の出身。

## 経歴
宇文活撥の孫。477年（太和元年）、羽林郎将に任じられ、建節将軍の位を受けた。新昌侯の爵位を受け、南征都将をつとめた。南朝斉を討った功績で、顕武将軍の位を受けた。まもなく恢武将軍・北征都将となり、柔然の別部を撃破した。凱旋すると、郡牧給事に任じられた。493年（太和17年）、孝文帝の南征に従い、仮の冠軍将軍と後軍将軍の位を受けた。洛陽に遷都されると、牧馬のための土地の検地を命じられた。石済より西、河内より東の、黄河の南北千里を牧地とした。まもなく司衛監に任じられた。孝文帝に従って豫州におもむき、冠軍将軍・西道都将・仮節・征虜将軍の位を加えられた。精鋭の騎兵1000を率いて、皇帝の背後を護衛した。しばらくして驍騎将軍に進み、太僕・典牧令を兼ねた。孝文帝に従って南陽に侵攻し、武衛将軍を兼ねた。
498年（太和22年）、孝文帝の南征に従い、右衛将軍の楊播とともに前軍をつとめた。鄧城に到達すると、包囲の態勢を整えた。南朝斉の崔慧景と蕭衍が10万の兵を率いて鄧城の救援にやってきた。宇文福は高車羽林の500騎を率いて斉軍の南に出て、橋道を奪取し、その帰路をさえぎった。兵の先頭に立って奮戦し、斉軍の攻撃をしりぞけると、斉軍は潰走した。昌黎伯の爵位を受け、正式に武衛将軍となり、征虜将軍の位を加えられた。まもなく高車が北魏に反抗すると、宇文福は征北将軍・北征都将となって、高車を追討したが、敗北して左遷された。
500年（景明元年）、平遠将軍・南征統軍として再起した。彭城王元勰に淮南の建安の奪取を勧め、意見が容れられると建安を攻撃した。建安を下すと、功績により襄楽県開国男に封じられた。太僕少卿に任じられた。南朝梁の将が北魏の南辺に進攻してくると、仮節・征虜将軍の位を受け、兵を率いて三関を出て梁軍を討った。行豫州事をつとめ、東豫州刺史の田益宗と連携して、梁軍と対峙した。帰朝すると、光禄大夫の位を受け、太僕卿に転じた。延昌年間、本官のまま左衛将軍を兼ね、散騎常侍・都官尚書に任じられ、安東将軍・営州大中正の位を加えられた。
516年（熙平元年）、鎮北将軍・瀛州刺史に任じられた。517年（熙平2年）、大乗の乱の残党が集結して瀛州を攻撃すると、宇文福はこれを討って鎮圧した。任を解かれると、再び太僕卿となった。金紫光禄大夫の位を受け、散騎常侍・都督懐朔沃野武川三鎮諸軍事・征北将軍・懐朔鎮将として出向した。懐朔鎮に到着して、病のために死去した。車騎大将軍・定州刺史の位を追贈された。諡は貞恵といった。

## 子女
- 宇文善（字は慶孫、司空掾、平南将軍・光禄大夫、孝昌末年の北征で戦没した）
- 宇文延（字は慶寿、瀛州で大乗の乱鎮圧に奮戦した、孝昌年間に仮節・建威将軍・西道別将、万俟醜奴とともに戦没した）
- 宇文慶安（給事中・尚書殿中郎中、平北将軍・武衛将軍、河陰の変で殺害された）

## 伝記資料
- 『魏書』巻44 列伝第32
- 『北史』巻25 列伝第13